# Kew Palace

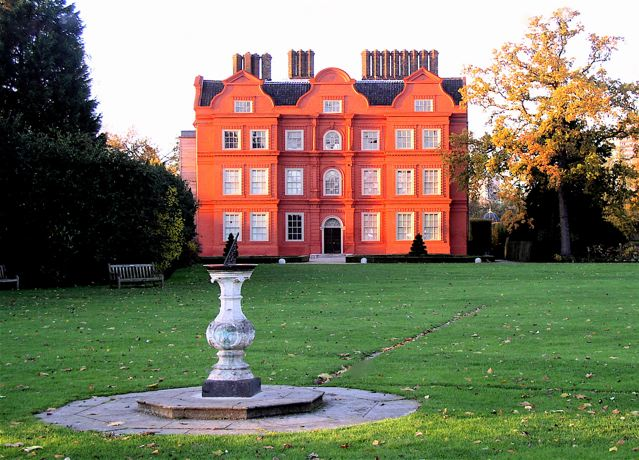
Kew Palace in 2006

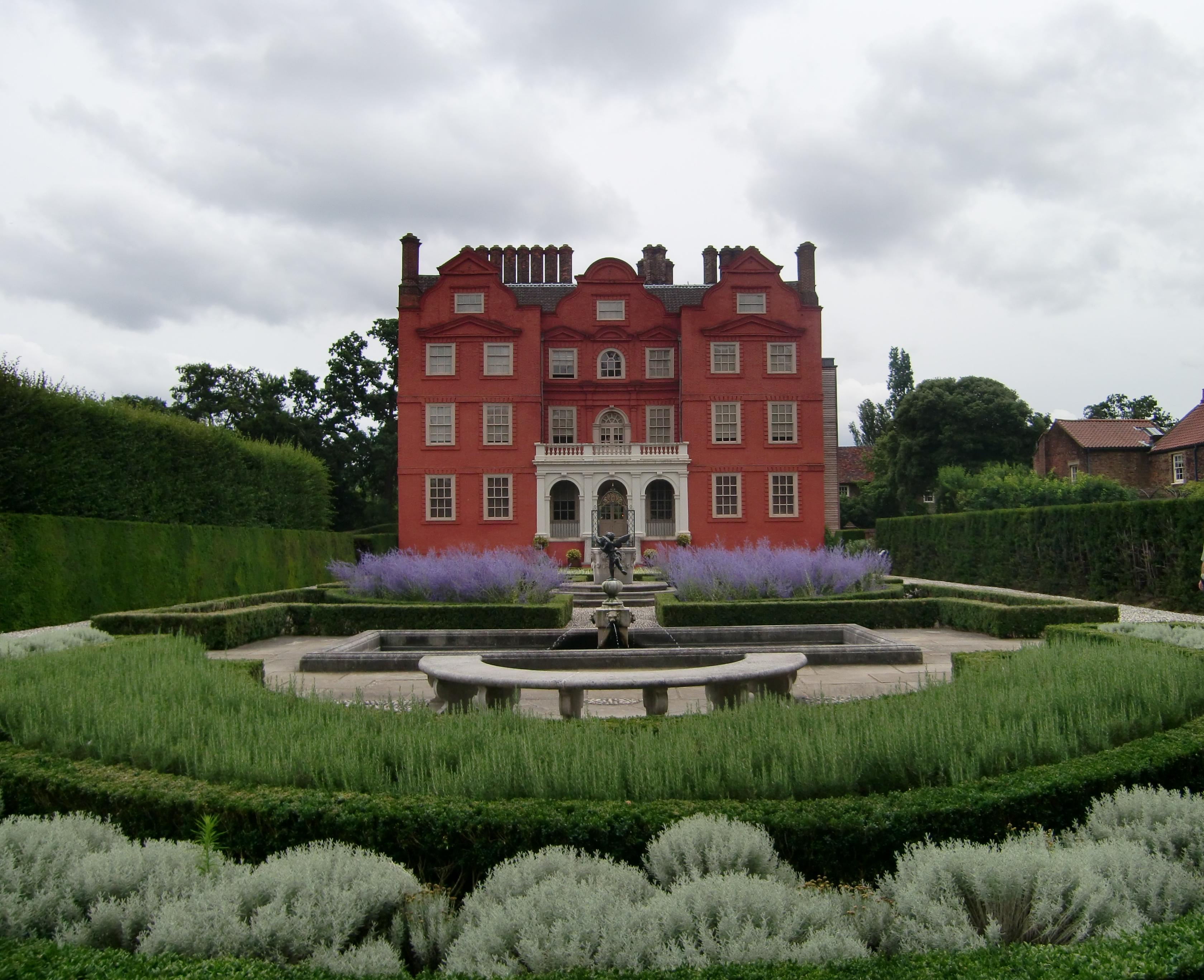
Achterzijde met de Queen's Gardens

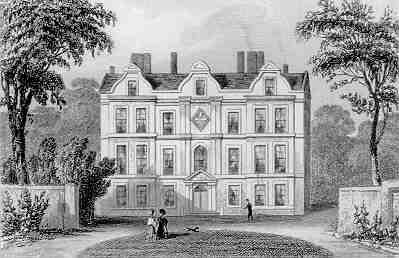
Tekening van Kew Palace uit 1735

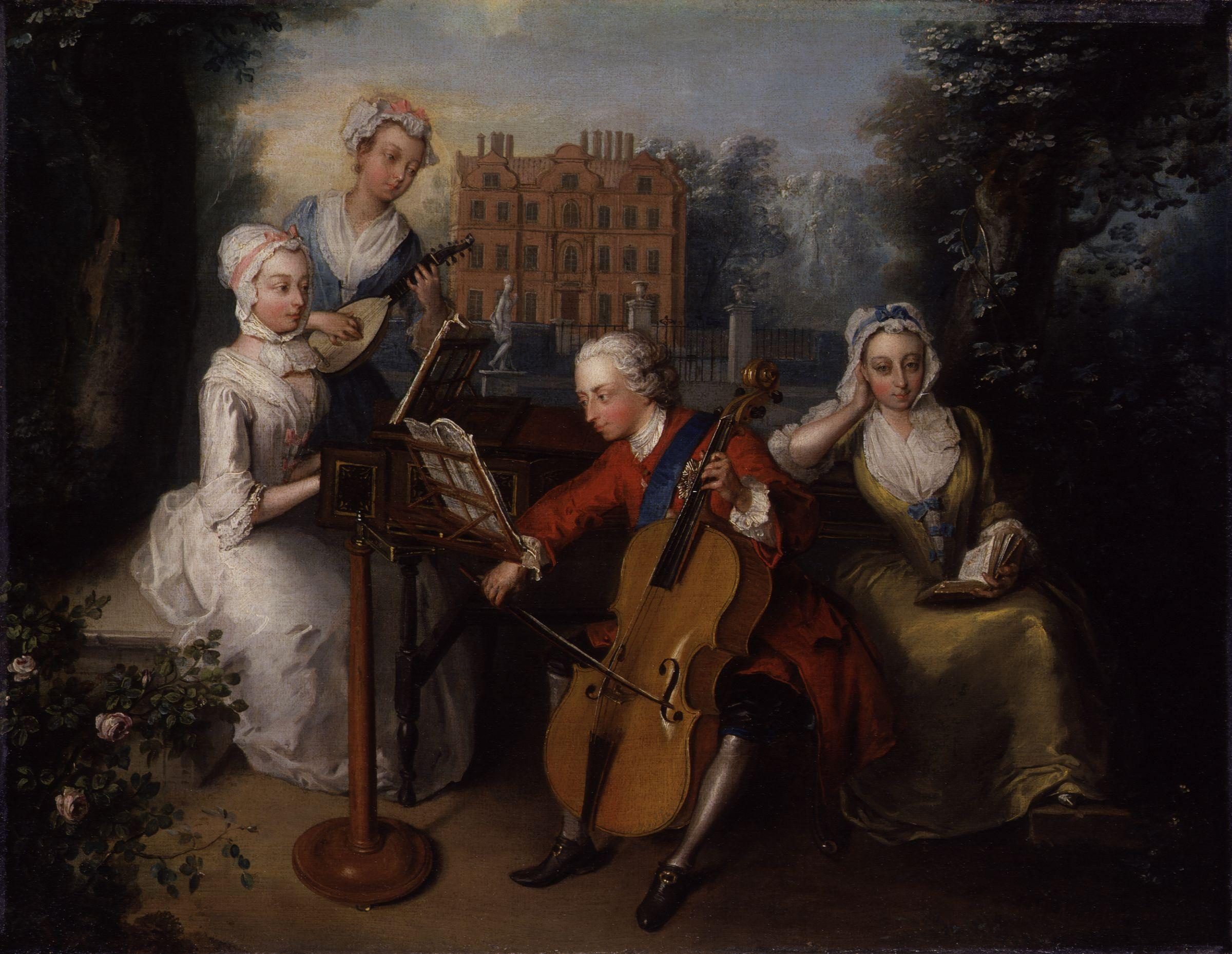
Kroonprins Frederik en zijn zusters, schilderij van Philip Mercier. Kew Palace is te zien op de achtergrond.

Kew Palace is een Brits koninklijk paleis aan de Theems bij Londen, ten zuidoosten van de plaats Brentford. Het is het kleinste koninklijke paleis van het Verenigd Koninkrijk. Het rode bakstenen gebouw in Nederlandse stijl uit 1631 wordt ook het Dutch House genoemd. Het was het zomerhuis van de Britse koninklijke familie in de 18e en begin 19e eeuw. Ook werden hier de prinsjes en prinsesjes opgevoed.
Kew Palace is het oudste gebouw van Kew Gardens, de voormalige paleistuinen, nu een botanische tuin. Het hele complex is sinds 2003 vermeld op de Werelderfgoedlijst.
Het paleis wordt beheerd door de onafhankelijke stichting Historic Royal Palaces. Het gebouw is in de periode van eind maart tot en met eind september dagelijks geopend voor bezoekers.

## Geschiedenis
Het eerste gebouw op deze plek was waarschijnlijk de woning van Robert Dudley, een vertrouweling (en minnaar) van koningin Elizabeth I van Engeland.
In 1631 liet Samuel Fortrey (oorspronkelijk de la Forterie), een Londense zijdehandelaar en hugenoot afkomstig uit Rijsel, op de plek van het eerdere huis een chique villa neerzetten als zijn buitenhuis. Het gebouw kreeg de naam Dutch House vanwege de gevels in Nederlandse stijl en het metselwerk in Vlaams verband.
Na Fortrey was het huis eigendom van een aantal andere rijke Londense kooplieden, onder wie Richard Levett, burgemeester van Londen. Nadat Levett in 1711 stierf, verhuurde zijn dochter het huis in 1729 aan Caroline van Brandenburg-Ansbach, echtgenote van koning George II, als onderkomen voor hun oudste dochters Anna, Carolina en Amelia Sophia. De koninklijke familie bleef Kew huren tot ze het in 1781 van Levetts kleinzoon kochten.
George II's zoon kroonprins Frederik en zijn vrouw Augusta van Saksen-Gotha gingen in 1730 in Kew wonen. Ze betrokken het Kew House, een groter paleis naast het Dutch House. Frederik liet dit huis moderniseren en bracht een witte gevel aan, waardoor het de naam White House kreeg.
Frederik en Augusta lieten ook de tuinen rond de paleizen vergroten en gaven de Schotse architect William Chambers opdracht om de tuinen te ontwerpen en een aantal gebouwen in de tuinen te bouwen, waaronder de oranjerie en verschillende folly's zoals een pagode van 10 etages (1761), een moskee, een tempel van Bellona en een tempel van Aeolus. De grondslag voor Kew Gardens was gelegd.
Na de dood van Frederik in 1751 bleef zijn zoon, de latere George III, in het Dutch House wonen. In deze periode stond het huis bekend als het Prince of Wales’s House. Het huis diende ook als woning van George III's oudste zoons, de latere George IV en zijn broer Frederik, in hun tienerjaren.
Stadhouder Willem V van Oranje-Nassau verbleef enkele weken in 1795 in het Dutch House na zijn vlucht uit Nederland. Hier schreef hij zijn brieven van Kew.
George III trok zich terug in het paleis in periodes dat hij zwaar geestelijk ziek was, onder meer in 1801 en 1804. In 1800 gaf George III opdracht voor de bouw van een nieuw paleis in Kew. De bouw begon in 1802, waarbij ook het White House afgebroken werd. Architect James Wyatt bouwde een paleis in gotische stijl met veel gebruik van gietijzer. Het bouwwerk werd gezien als product van George's waanzin en afgedaan als wansmaak. Het werd nooit afgebouwd en bleef staan als een folly.
George's echtgenote Charlotte van Mecklenburg-Strelitz verbleef in 1818 in Kew Palace toen ze op weg naar Windsor Castle plotseling ziek werd. Ze verbleef een half jaar in het paleis en stierf er uiteindelijk op 17 november van dat jaar. Haar zoon Eduard August van Kent trouwde op 29 mei in Kew Palace, in zijn moeders bijzijn, met Victoria van Saksen-Coburg-Saalfeld. Uit dit huwelijk werd in 1819 de latere koningin Victoria geboren.
Na de dood van Charlotte van Mecklenburg-Strelitz in 1818 werd het gebouw niet meer gebruikt door de Britse koninklijke familie. Koningin Victoria gaf de paleistuinen (Kew Gardens) aan de natie na haar kroning in 1837. In 1898 werd het paleis door koningin Victoria opengesteld voor bezoekers.
Een 10 jaar durende (en 10 miljoen euro kostende) restauratie van Kew Palace werd in 2006 afgerond. Op 21 april 2006 hield Charles, prins van Wales een diner in Kew Palace ter ere van de 80e verjaardag van koningin Elizabeth II.

## Verder lezen
- Susanne Groom en Lee Prosser, Kew Palace: The Official Illustrated History, Merrell, 2006, ISBN 185894323X